# Jednoljetna crvotočina
Jednoljetna crvotočina (lat. Spinulum annotinum), vrsta paprati u porodici Lycopodiaceae smješten u potporodicu Lycopodioideae. Raširena je po velikim dijelovima Europe (uključujući Hrvatsku), Azije i Sjeverne Amerike. 

## Opis
Listovi su zimzeleni, kovrčasti ili gotovo takvi, spiralno raspoređeni. Stabljike su vodoravne, kreću se iznad zemlje ili neposredno ispod površine sloja dufa (organski materijal u raspadu), ali ne ispod zemlje. U prilično pravilnim razmacima izbijaju uspravni izdanci koji su ili nerazgranati ili s 1 ili 2 rašljaste grane blizu baze. Svake godine novi rast obilježen je jasnim suženjem na mjestu gdje je rastao jednogodišnji pupoljak, obično s vijugom manjih listova na tom mjestu. Horizontalne stabljike dugačke su 1 do 3 stope, a uspravne mladice visoke su do 12 inča.
Spore se razvijaju u strukturama poput šiljaka ili stošca koje se nazivaju strobili. Strobili su pojedinačni na vrhovima grana, dugi ½ do 1½ inča i bez peteljke. Svaka sićušna vrećica sa sporama pričvršćena je na ljusku (sporofil) koja je dugačka oko 1/8 inča (3,5 mm), uglavnom je trokutasta i sužava se prema tankom, oštro zašiljenom vrhu, ali nema produžetak poput dlake. Ljuske su u početku svijetlozelene i čvrsto stisnute, postaju žućkaste kako sazrijevaju i svijetlosmeđe kada se osuše, a zatim se šire i oslobađaju spore u kasno ljeto i jesen. Strobili ostaju tijekom zime.
U Hrvatskoj je prisutna samo podvrsta S. annotinum subsp. annotinum, sinonim Lycopodium annotinum L..

## Podvrste
- Spinulum annotinum subsp. annotinum
- Spinulum annotinum subsp. alpestre (Hartm.) Uotila

## Sinonimi
- Lycopodium annotinum L., Sp. Pl. 2: 1102 (1753). Bazionim
- Lepidotis annotina (L.) P.Beauv., Prodr. Aethéogam. 107 (1805).

## Vanjske poveznice
|  | Zajednički poslužitelj ima još gradiva o temi Lycopodium annotinum |